# Понс, Никола
Никола Понс (фр. Nicolas Ponce; 12 марта 1746, Париж — 27 марта 1831, Париж) — французский рисовальщик, живописец и гравёр, мастер книжной иллюстрации, издатель виньеток и гравюр. Публицист и писатель об искусстве.

## Биография
Никола Понс был учеником мало известных гравёров: Пьера, Фессара и Делоне. До Великой французской революции был малоизвестным художником, но в 1791—1806 годах часто выставлял свои произведения в Салоне. В 1792 году стал начальником отряда национальной гвардии. Во время Реставрации Бурбонов состоял ординарным гравёром при дворе младшего брата короля Людовика XVIII (graveur ordinaire du cabinet de Monsieur).
Первую известность получил благодаря серии виньеток и иллюстраций к изданиям произведений Вольтера и Руссо, имевших большой успех. Затем он представил публикацию «Французские иллюстрации, или Исторические таблицы великих людей Франции» (Les Illustres Français ou Tableaux historiques des grands hommes de la France, 1790—1816), серию из 56 офортов по рисункам Марилье, на которых вокруг портрета какого-либо знаменитого персонажа на небольших таблицах были выгравированы наиболее примечательные эпизоды его жизни, сопровождаемые пояснительными текстами.
Понс гравировал иллюстрации более трёхсот литературных произведений по рисункам Марилье, Эйзена, Янга, Моро, Гравело, Бодуэна, Фрагонара, Пейрона. Он работал по заказам разных парижских издателей: Марилье поручил ему гравировать триста виньеток к Библии, Кошен — рисунки к произведениям Ариосто, а Монне — аллегорические композиции на тему Конституции. Никола Понс является также издателем «Ролана Форсажа» Мирабо (1775, 4 тома ин-фолио) и множества других произведений.
Никола Понс создал более трёхсот гравюр в сотрудничестве с другими художниками: Жаном-Мишелем Моро Младшим, Жаном-Оноре Фрагонаром, издал несколько художественных сборников («Illustres Français», «Guerre d’Amérique» и других). Написал ряд статей для «Galerie historique» Ландона и «Biographie universelle» Мишо.
Он писал об истории и политике Франции, издал несколько политических брошюр. Никола Понс выиграл историческую премию, предложенную Национальным институтом, за лучшую диссертацию по вопросу: «По каким причинам дух свободы развивался во Франции от Франциска I до 1789 года?» (Сессия 15 Вандемьера IX года). Ему мы обязаны трактатом «О значении живописи у древних народов» (De l’influence de la peinture chez les anciens peuples). Он также собрал под названием «Смеси об изящных искусствах» (Mélanges sur les beaux-arts, 1826) несколько диссертаций, главным образом по античному искусству, и разные биографические заметки, прочитанные в научных обществах. Наконец, он написал несколько статей в «Исторической галерее Ландона» (Galerie historique de Landon) и опубликовал множество статей об искусстве и художниках в разных словарях, в частности в «Универсальной биографии Мишо» (Biographie universelle de Michaud).
Среди прочих историко-публицистических работ: «Quelles sont les causes qui ont amené l’esprit de liberté qui s’est manifesté en France en 1789» (1801), «Quelle a été l’influence de la reformation de Luther sur les progrès des lumières?» (1805), «Le Lafater historique des femmes célèbres», «Considérations politiques sur les opérations du congrès de Vienne et sur la paix de l’Europe» (1825).
Никола Понс внёс свой вклад в сохранение и распространение «помпейского стиля» в европейском искусстве XVIII—XIX веков. Он скопировал часть фресок, обнаруженных в руинах «Золотого дома» императора Нерона в Риме и Терм Тита, надстроенных на полуразрушенном доме убитого императора, до их окончательного разрушения. Понс опубликовал свои копии в гравюрах в книге «Описание бань Тита» («Description des bains de Titus», Paris, 1786).
Творчеству Понса мы обязаны гравюрой небольшого формата с изображением орнаментальных росписей терм Ливии и города Адриенны, а также гротесков плафона Виллы Мадама в Риме, сделанным по рисункам Рафаэля (Париж, 1786).
За заслуги Понсу был пожалован титул кавалера национального ордена Почетного легиона; он был членом литературного общества «Атеней искусств», Общества любителей техники (Société philotechnique), Королевского академического научного общества, Грамматического общества, Общества соперничества Руана (Société d'Émulation de Rouen), Академий Руана, Орлеана, Амьена, Меца, Марселя, Пармы, Шалон-сюр-Сюр-Сон, Шалон-сюр-Марн, Антверпена, Дуэ, Бастии, Труа; корреспондентом Академий Ла-Рошели, Дижона, Лиона и Академии Станислава в Нанси.
Никола Понс был женат на Маргарите Эмери, родившейся в Париже в 1745 году, и также занимавшейся гравированием. Она похоронена вместе с ним на кладбище Пер-Лашез.

## Галерея

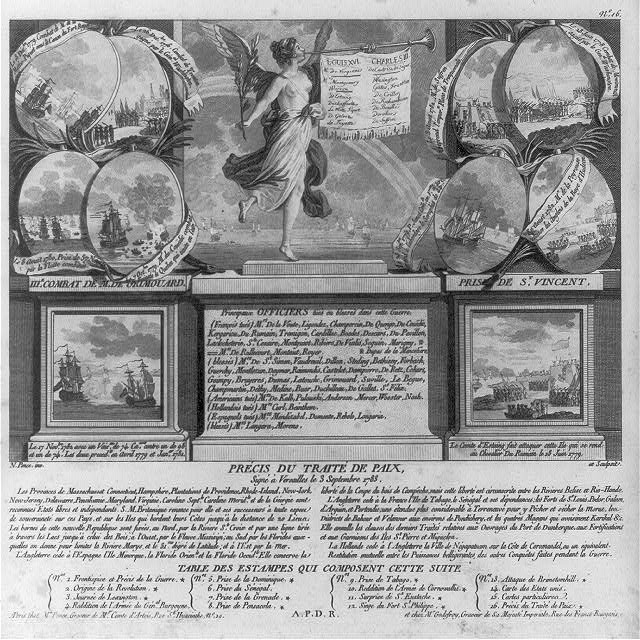
Титул: Краткое изложение мирного договора, подписанного в Версале 3 сентября 1783 года. 1784. Офорт
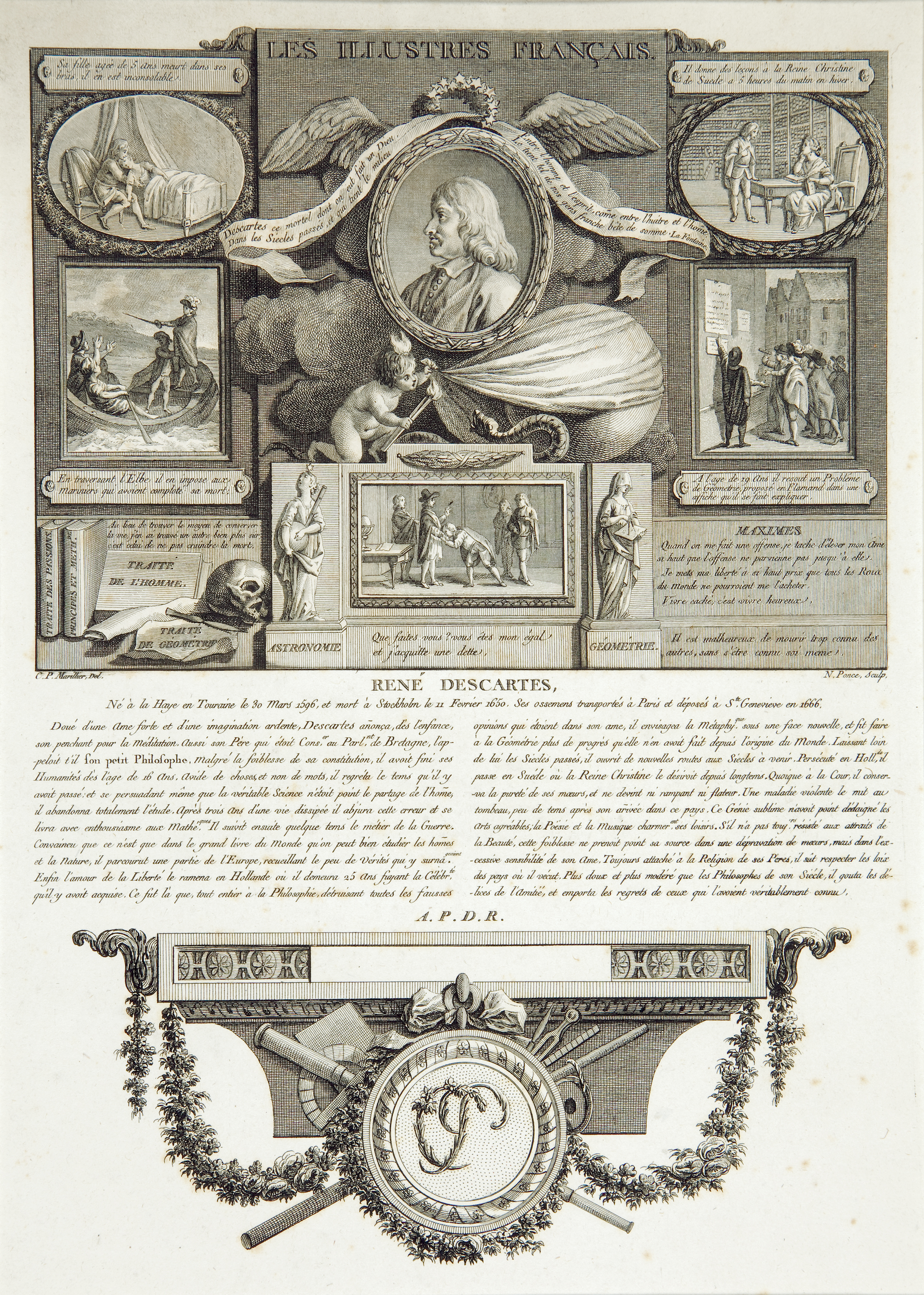
Р. Декарт. Лист издания «Французские иллюстрации, или Исторические таблицы великих людей Франции». 1790–1816
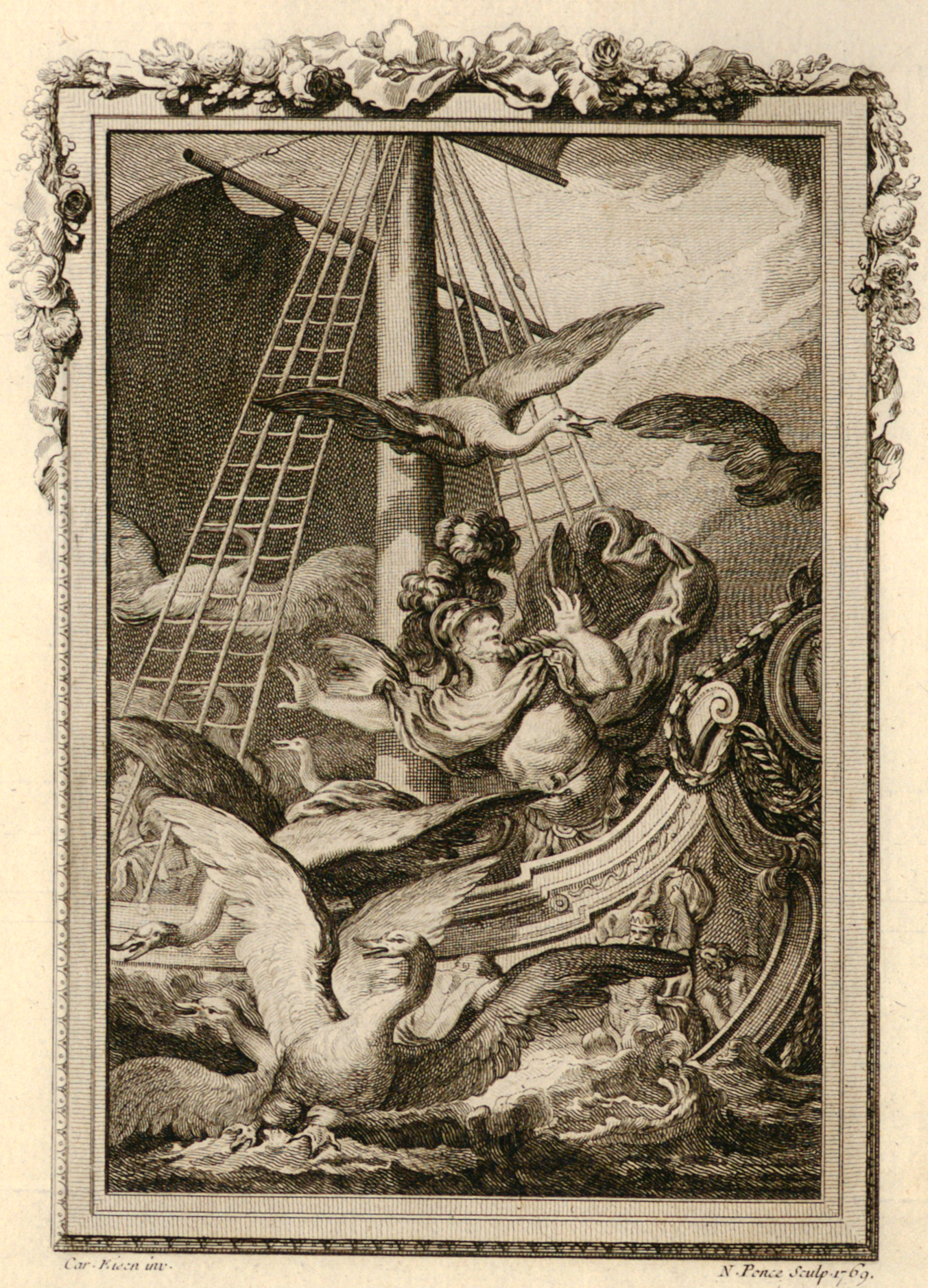
Венера и Акмон. Иллюстрация к «Метаморфозам» Овидия. По рисунку Ш. Эйзена
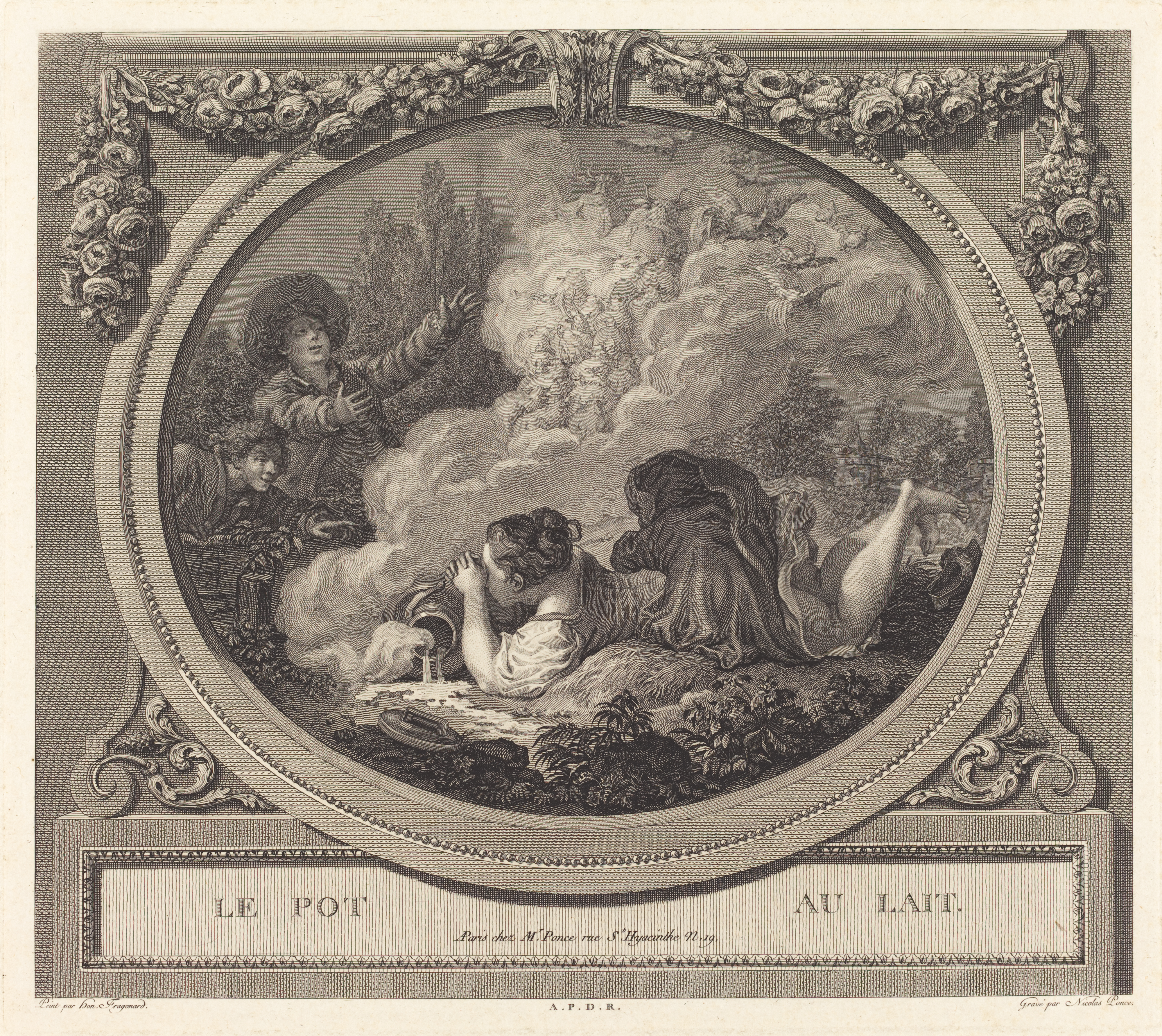
Кувшин молока. По оригиналу Ж.-О. Фрагонара
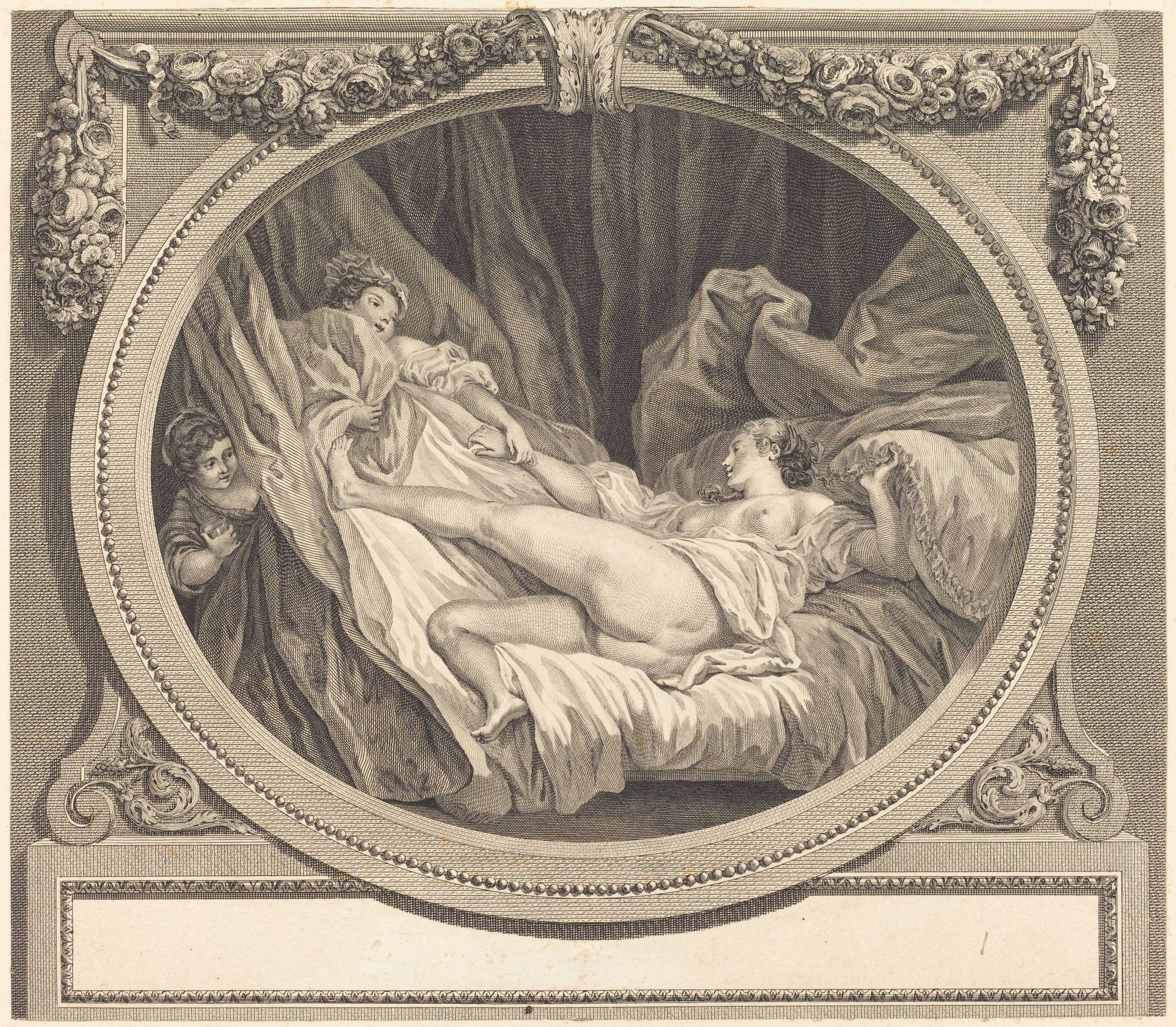
Стакан воды. По оригиналу Ж.-О. Фрагонара
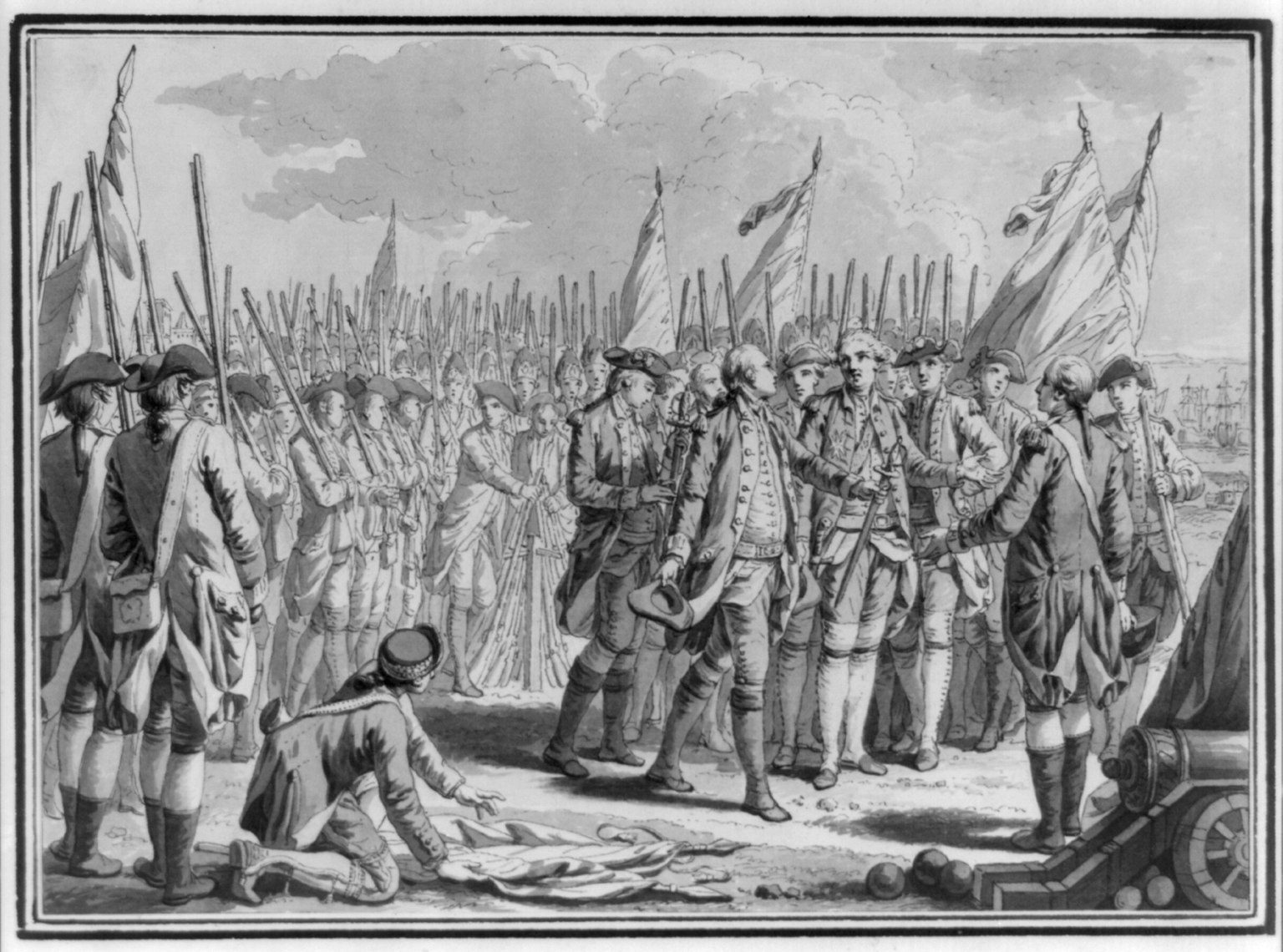
Сдача Корнуоллиса в Йорктауне. 1784. Офорт